# Cneoridium dumosum
Cneoridium dumosum är en vinruteväxtart som först beskrevs av Thomas Nuttall, och fick sitt nu gällande namn av Joseph Dalton Hooker. Cneoridium dumosum ingår i släktet Cneoridium och familjen vinruteväxter. Inga underarter finns listade i Catalogue of Life.